# Dactylolabis retrograda
Dactylolabis retrograda är en tvåvingeart som beskrevs av Evgenyi Nikolayevich Savchenko 1978. Dactylolabis retrograda ingår i släktet Dactylolabis och familjen småharkrankar. Inga underarter finns listade i Catalogue of Life.